# Parc national des Calanques
Le parc national des Calanques est un parc national français, couvrant, notamment, les calanques de Marseille et les calanques de Cassis, dans le département des Bouches-du-Rhône, au cœur de la métropole d'Aix-Marseille-Provence. Créé en 2012, il est le premier parc national périurbain d'Europe à la fois terrestre et marin.
Il s'étend sur un massif littoral constitué de falaises calcaires et de poudingue, de criques et d'îlots qui constituent des écosystèmes relativement préservés pour de nombreuses espèces vivantes. Le plus haut sommet du parc national des Calanques est le mont Carpiagne (645 m) au cœur du massif de Saint-Cyr. Depuis plus d'un siècle, le site est fréquenté par de nombreux usagers dans un cadre professionnel ou touristique et sportif : pêcheurs, chasseurs, promeneurs, randonneurs, grimpeurs, plongeurs et, plus récemment, traileurs.

## Zone cœur et aire d'adhésion
La zone cœur du parc national s'étend sur les communes de Marseille, Cassis et La Ciotat et l'aire d'adhésion comprend les communes de Marseille, Cassis et La Penne-sur-Huveaune. Le parc englobe notamment les calanques de Marseille, les îles de l'archipel du Frioul et de l'archipel de Riou, l'île Verte, le massif du cap Canaille et le massif de Saint-Cyr.

### Site et situation
Au total, les espaces en cœur s'étendent sur environ 8 500 hectares pour la partie terrestre et 43 500 hectares pour la partie marine. L'aire d'adhésion s'étend sur 2 630 hectares et l'aire maritime adjacente (orientations de développement durable en mer à l'instar de l'aire d'adhésion à terre) s'étend sur 97 700 hectares.

## Géologie
Le massif des Calanques est essentiellement constitué de roches calcaires datant du Mésozoïque (250 à 65 millions d'années),. Ces roches sédimentaires ont été formées pour la plupart dans les mers chaudes du Jurassique et surtout du Crétacé, par l'accumulation de particules minérales et organiques compactées et cimentées entre elles. Les fossiles d'organismes marins (ex. algues, oursins, rudistes) témoignent de cette origine marine. À la suite de mouvements tectoniques (surrection des Alpes), les roches ont ultérieurement émergé. Vers 1,5 Ma, un dernier mouvement tectonique surélève toute la région,.
Le nord du massif de Marseilleveyre et le massif de Carpiagne sont constitués de roches plus anciennes (Jurassique). Dans la majorité du massif et des îles, le calcaire à faciès urgonien (blanc, à rudistes et formé dans une mer tropicale peu profonde) marque le paysage. À l'est de Cassis, le massif de Canaille est constitué de roche récifale et deltaïque datant de la fin du Crétacé.

Quelques vues des calanques
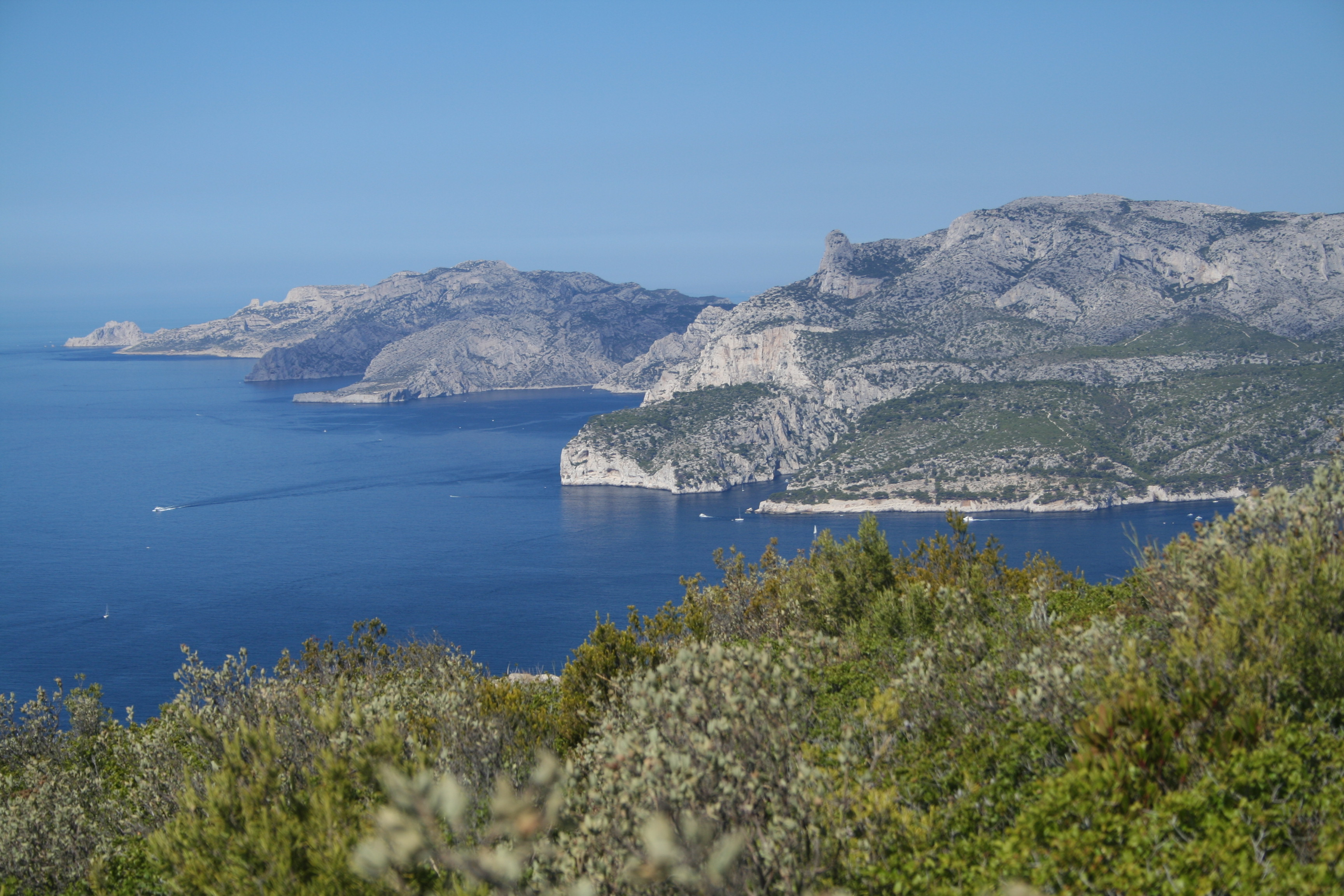
Vue des calanques vers l'Ouest.
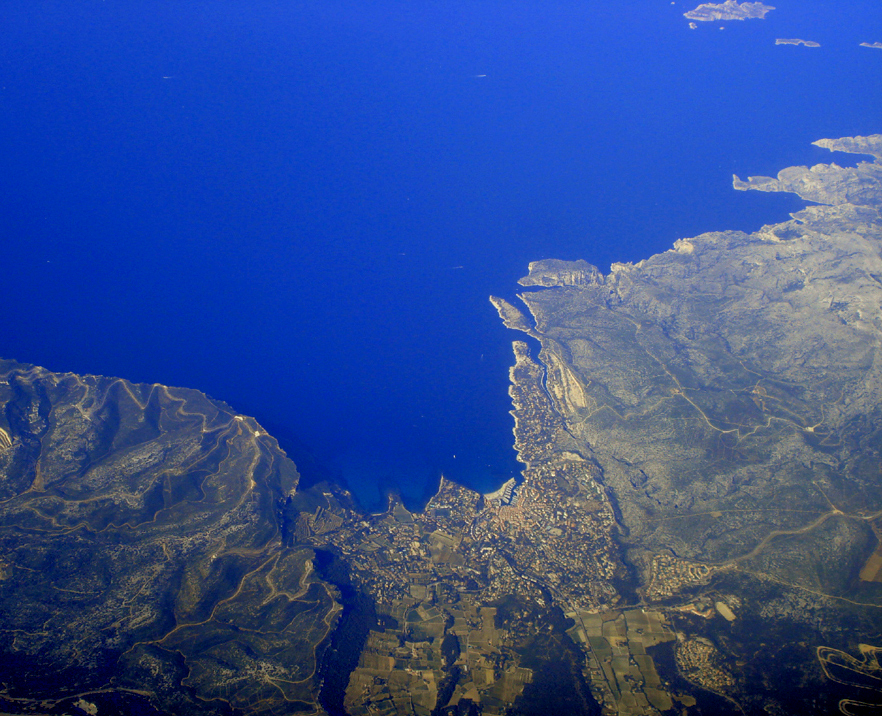
Vue aérienne de Cassis vers le Sud, avec le cap Canaille à gauche et les calanques à droite.
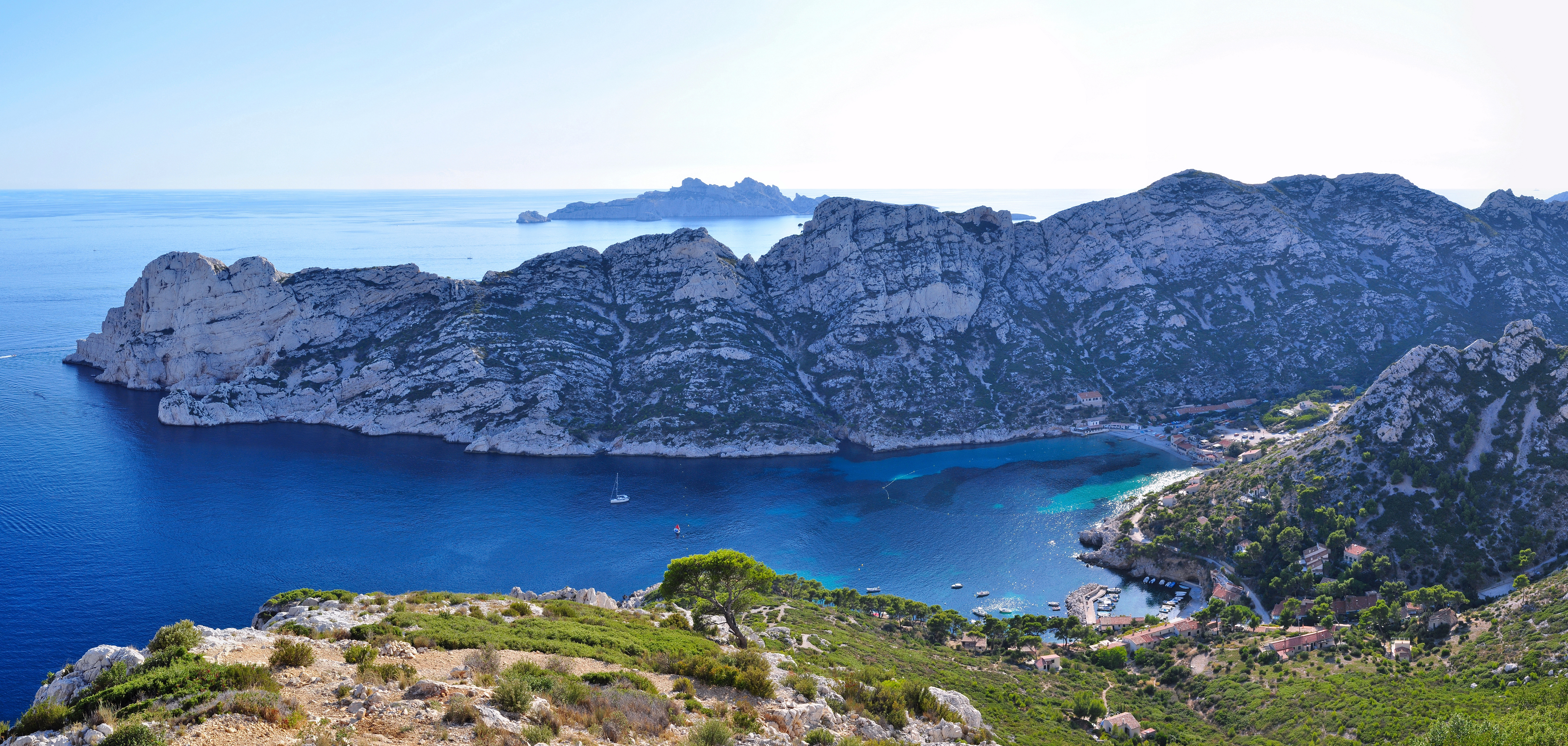
Calanque de Sormiou : roche blanche (calcaire urgonien) et côte fortement découpée (calanques).
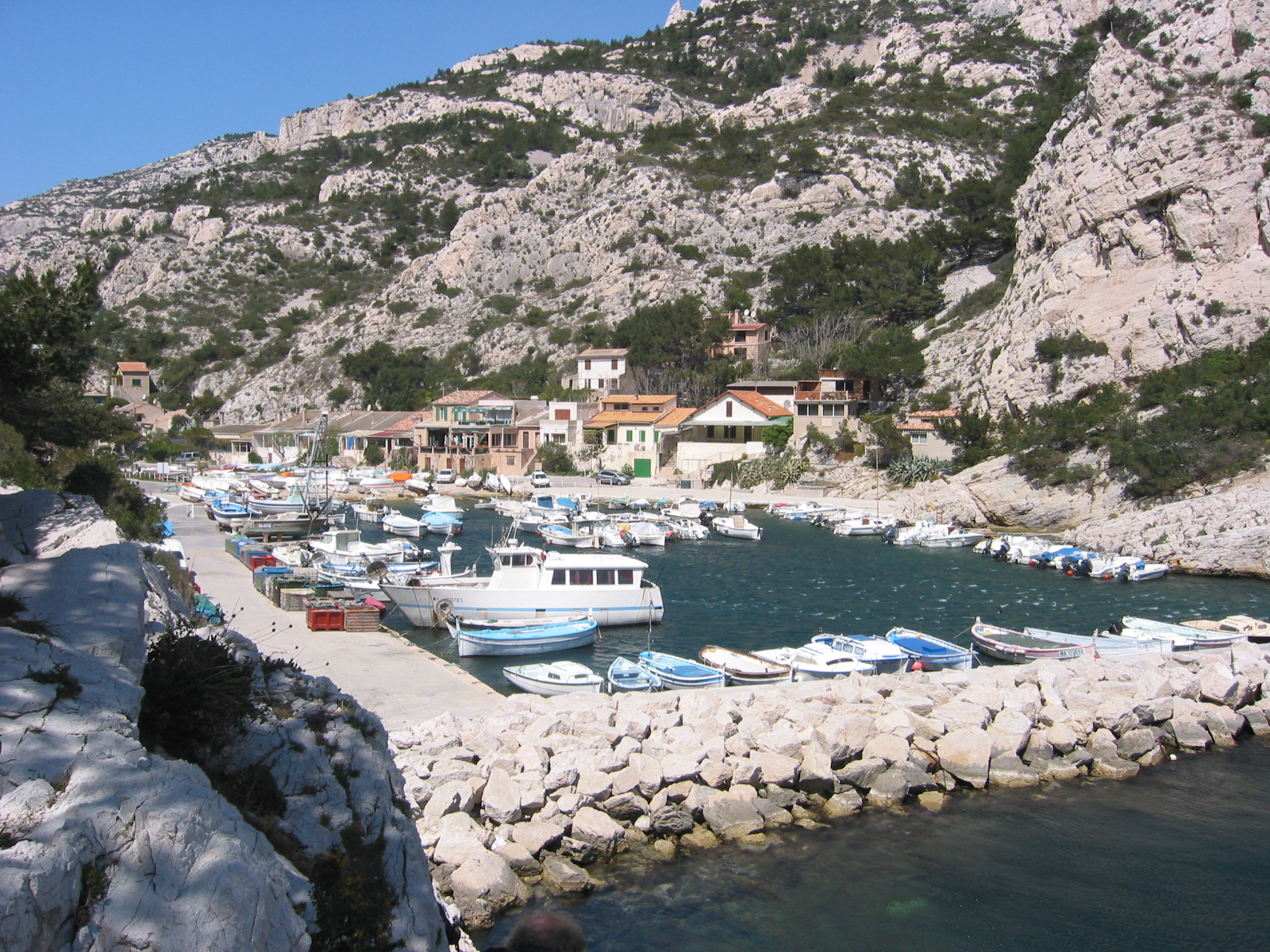
Calanque habitée de Morgiou.

À plus petite échelle, le découpage du littoral sous forme de dizaines de calanques a été causé par l'érosion des cours d'eau, creusant des vallons jusqu'au débouché à la mer, et aux variations ultérieures du niveau de la mer. La roche calcaire très fissurée et des phénomènes karstiques ont formé un nombre important de grottes et cavités souterraines (ex. Saint-Michel d'Eau douce), sources (ex. Port-Miou et Bestouan à Cassis).

## Histoire

### Préhistoire

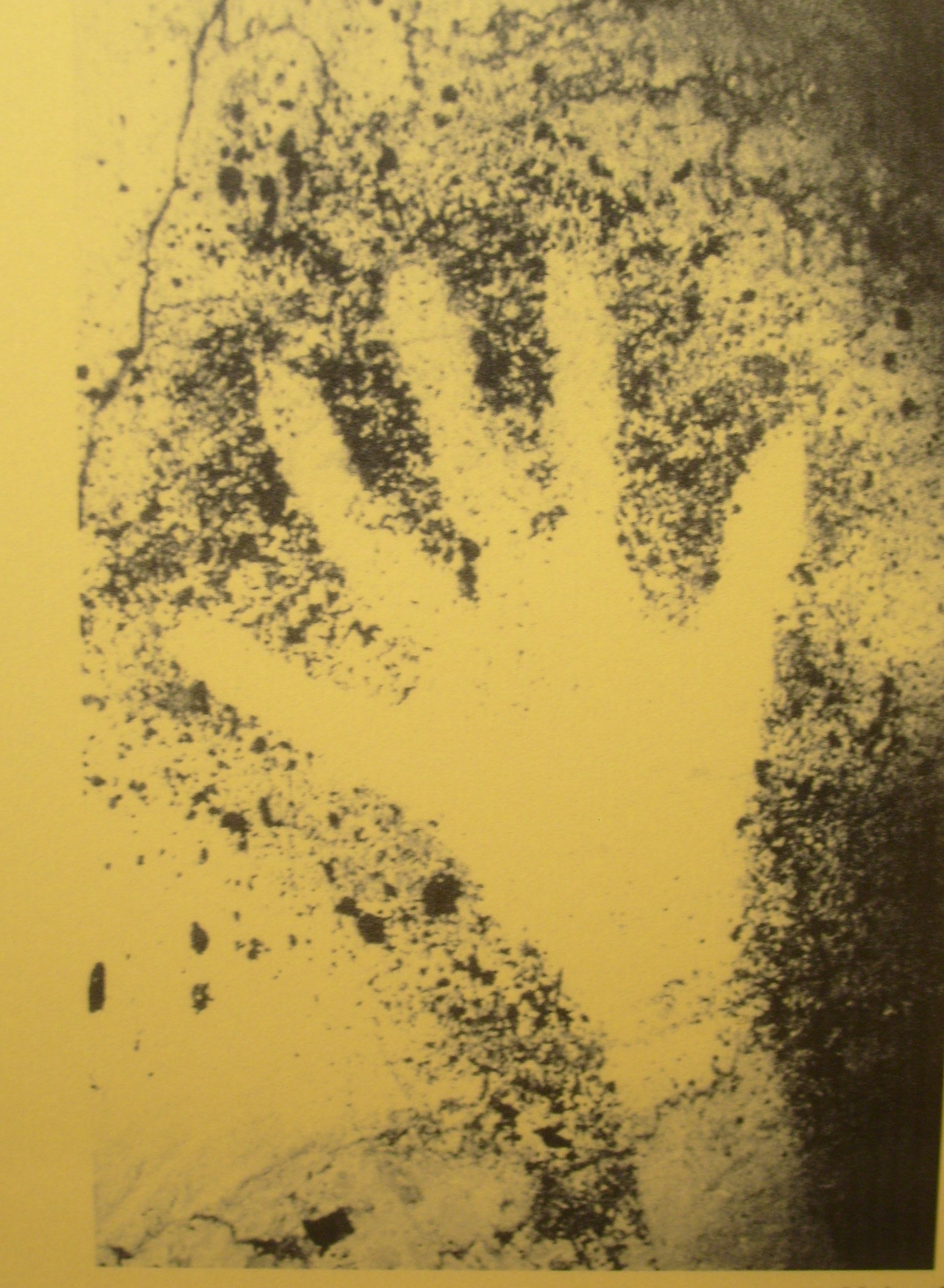
Main négative, 27000 ans BP, grotte Cosquer.

Si les traces archéologiques sont rares, la présence de l'homme est certaine sur l'actuel littoral marseillais, du Paléolithique inférieur (1,5 million à 100 000 ans BP) jusqu'au Néolithique.
La grotte des Trémies a révélé les plus anciennes traces humaines dans les Calanques, rattachées à la culture de l'homme de Néandertal : un foyer « pré-moustérien » (probablement avant 300 000 ans BP), avec des traces d'habitat, des silex et outils taillés par petits éclats,.
La grotte Cosquer révèle des mains négatives vieilles de 27 000 ans. Des peintures et sculptures ultérieures, et quelques outils (lampe), sont datées de 18 000 ans (époque du Solutréen). Ces hommes vivant de chasse, pêche et cueillette, étaient installés aux pieds des falaises, alors que le niveau de la mer étaient plus bas et le littoral éloigné d'une quinzaine de kilomètres. Les figures préhistoriques représentent des chevaux, bouquetins, chamois, bisons, aurochs, cerfs, antilopes, félin mais aussi quelques espèces marines dont le pingouin et le phoque, qui témoignent du climat extrêmement froid lors la dernière période glaciaire.
Les traces sont plus nombreuses pour les époques plus récentes. L'abri du Puits de Sormiou révèle des outils magdaléniens. Sur l'île de Riou, des traces d'habitation humaine (poterie, outils, coquillages) datées d'environ 8 000 ans (Néolithique) attestent de l'occupation du site, qui à cette époque formait encore une presqu'île reliée au massif  de Marseilleveyre. Les hommes y vivaient principalement de la pêche. Avec la montée du niveau de la mer, le massif du Riou cesse d'être accessible à pied à l'âge du bronze (vers 2000 av. J.-C.).

### Antiquité
Avant l'arrivée des Phocéens, la région est occupée précédemment par la tribu des Segobriges du peuple des Ligures. Aucune trace de leur présence n'a été découverte dans les Calanques, mais des ruines attestent de leur présence en bordure du massif au Ier millénaire av. J.-C. : oppidum Baou Redoun et Baou de Saint-Marcel. Des éléments archéologiques témoignent aussi de la fréquentation de l'île de Riou par des marins ligures et étrusques.
Avec les activités de pêche et de commerce du port antique de Marseille (fondé vers 600 av. J.-C.), de nombreux bateaux naviguaient le long des côtes des Calanques, comme l'attestent les épaves antiques retrouvées sur le littoral. Des carrières étaient exploitées pour la construction des routes romaines et bâtiments, à l'exemple de Port-Miou pour l'extraction de la « pierre de Cassis ». Certains vallons étaient aménagés en exploitations agricoles, fournissant principalement des céréales, mais aussi des fruits, de l'huile (olive) et du vin.

### Moyen Âge et époque moderne
De l'Antiquité à l'époque moderne, les Calanques sont principalement exploitées pour des activités agricoles et pastorales. Des domaines agricoles importants (comme Luminy) datent peut-être de l'Antiquité. On y cultive des céréales, des légumes supportant la sécheresse (pois), des arbres fruitiers (amandier, olivier) et la vigne.
De nombreux éleveurs faisaient paître des troupeaux, sur les terres et l'île de Riou (dite « l'île aux Chèvres ») et contribuent certainement à la déforestation du massif et des îles, en incendiant les espaces forestiers pour favoriser les étendues herbeuses (brûlage pastoral). Des vestiges de bergeries attestent de ces anciennes activités. 
La pêche et le façonnage du corail, attestés dès l'Antiquité, continuent au Moyen Âge. Les faucons pèlerin de l'île du Riou étaient capturés pour être revendus pour la chasse au vol. Vers 1300 des tours de vigie sont construites dans les Calanques, afin de signaler dans la cité la présence de pirates (Sarrasins, Aragonais) : sommet de Marseilleveyre, Maïre, Riou.

### Époque contemporaine

Logotype du parc national des Calanques.

Aux XVIIIe et XIXe siècles, des batteries militaires sont construites sur le littoral et les îles, pour lutter contre la piraterie et principalement les attaques et incursions de la marine anglaise : fortin du cap Morgiou, batterie de Marseilleveyre, du cap Croisette, du Four de Caux, île de Riou.
À partir du XIXe siècle, les activités de pêche et de pâturage décroissent progressivement, au profit d'activités industrielles et artisanales : exploitation de pierre, extraction de chaux et ciment, fabrication de charbon de bois. Le cœur du massif est finalement délaissé par les activités humaines. Sur le littoral et le long des routes, des usines chimiques sont construites au début du XIXe siècle (Callelongue, Saména, Goudes) pour la production de soude, plomb, soufre, etc. En 1898 est construit le grand émissaire, déversant les eaux usées de Marseille dans la calanque de Cortiou. Les industries ont progressivement disparu à la fin du XXe siècle, laissant subsister des vestiges (cheminées, ruines) et des friches polluées, parfois transformés en décharges. 
À partir du début du XXe siècle, le cœur du massif des Calanques commence peu à peu à être fréquenté par les promeneurs, à l'instigation notamment des Excursionnistes marseillais (1897) et du Club alpin qui font la promotion de ce loisir et aménagent des refuges et sentiers de randonnée. Sur le littoral et dans les calanques habitées, de Cassis aux Goudes, l'activité de pêche artisanale périclite à partir des années 1950, transformant progressivement les hameaux de pêcheur en ports de plaisance et destinations touristiques (cabanons).

## Milieu terrestre

### Milieu terrestre
L'étude de l'habitat effectuée dans le cadre du programme européen Réseau Natura 2000 permet de recenser plus de vingt-six milieux naturels, auxquels il faut ajouter quarante habitats mixtes. On a identifié neuf cents espèces végétales environ, et quatre-vingt trois espèces protégées.

Quelques fleurs sauvages
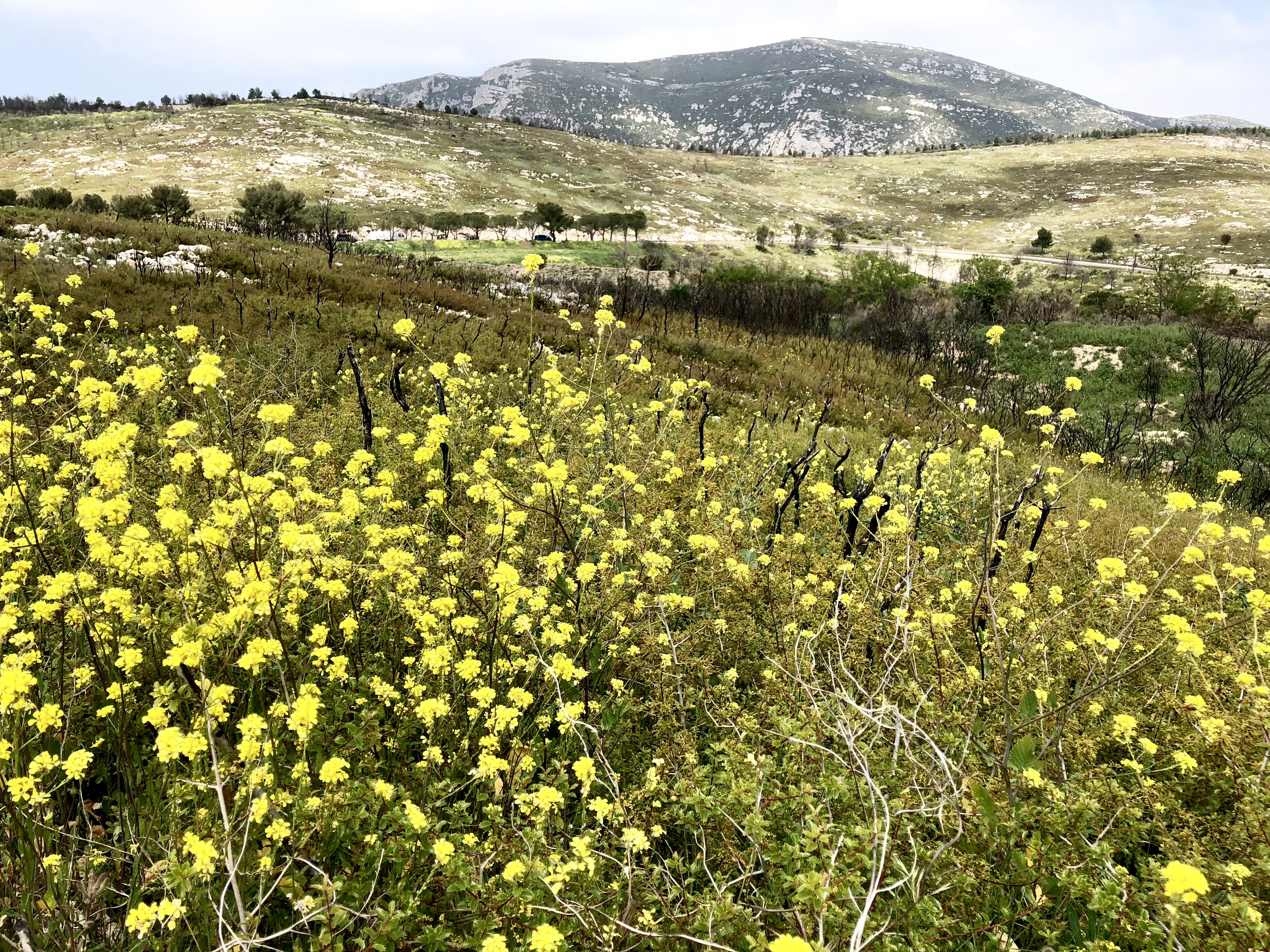
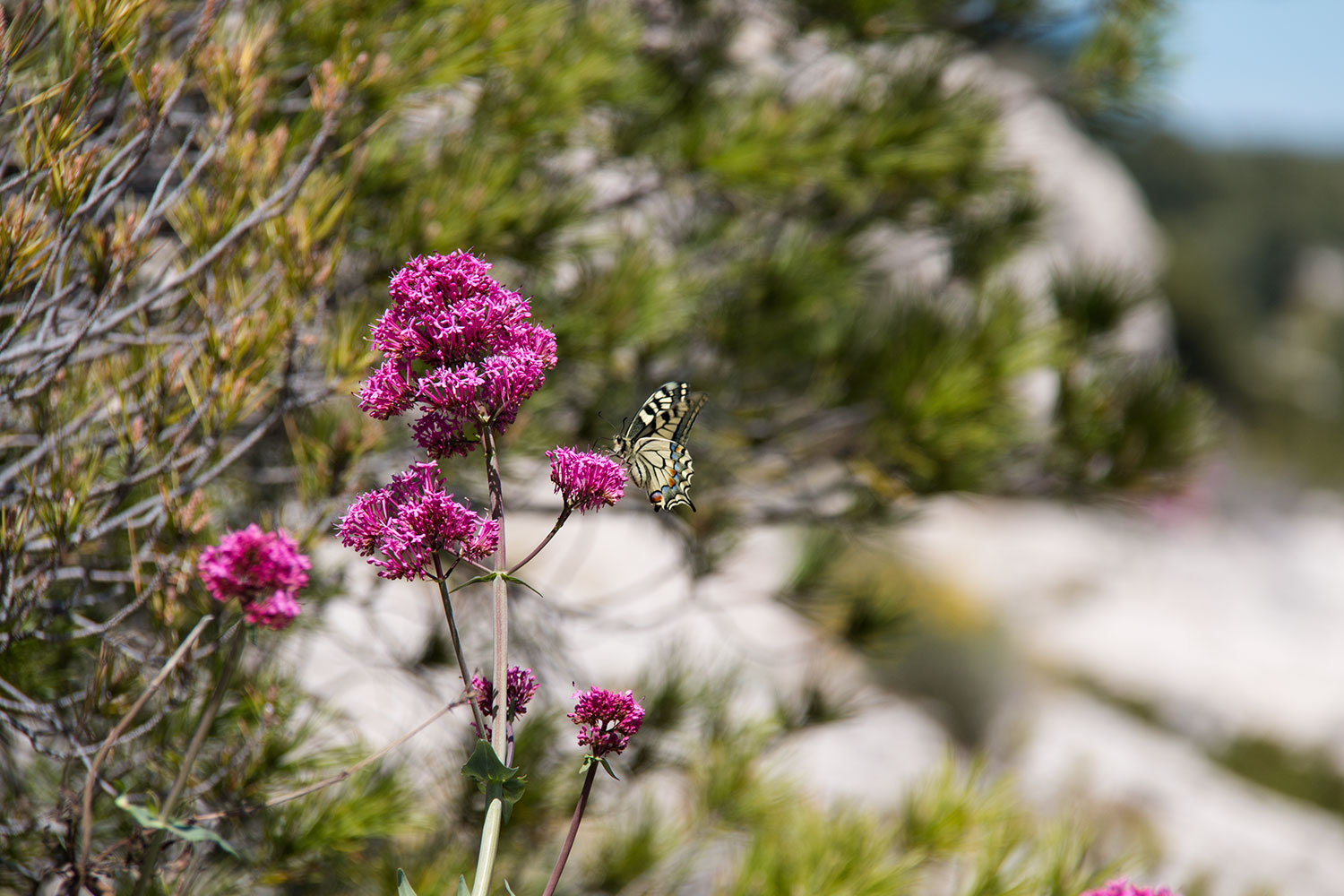
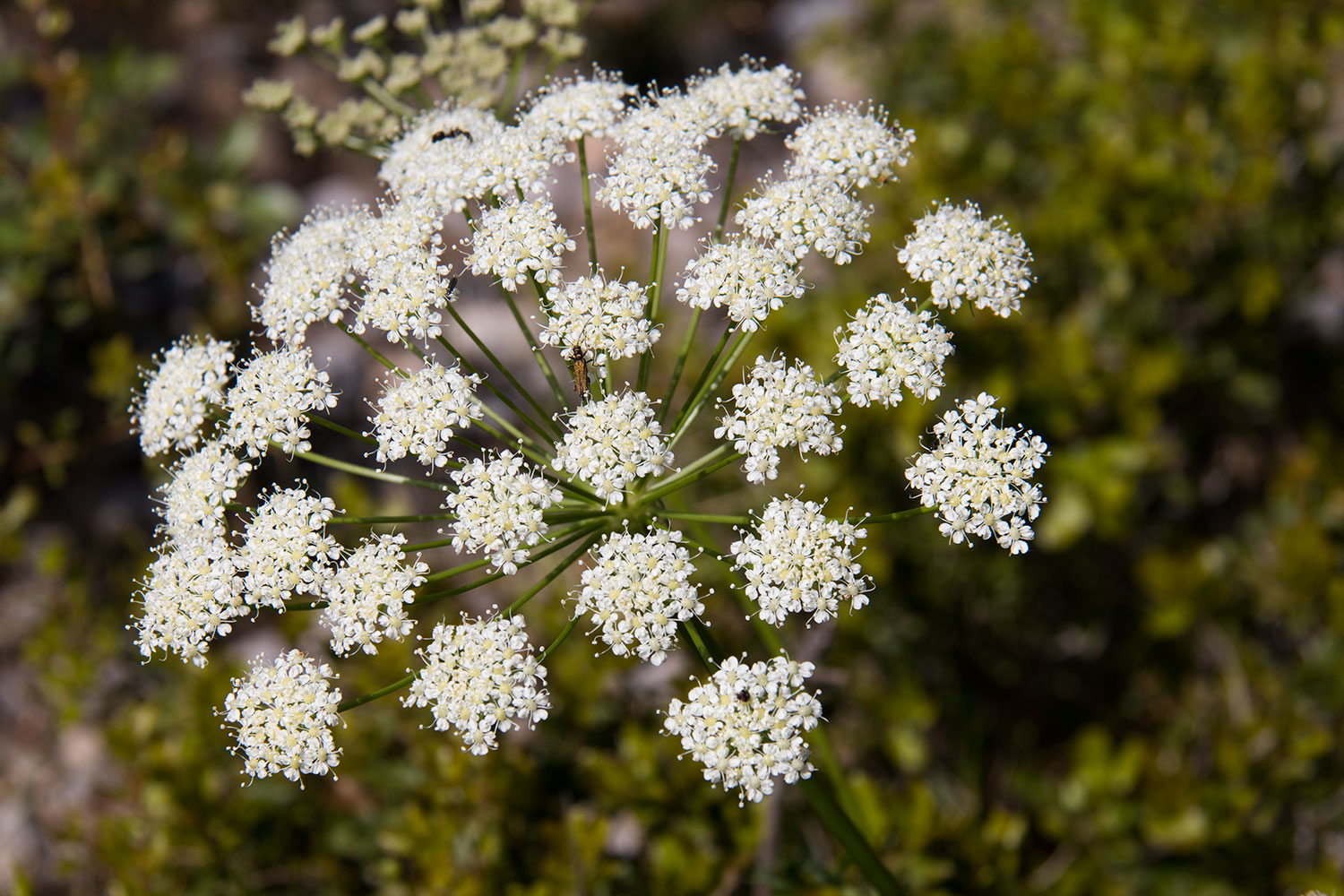
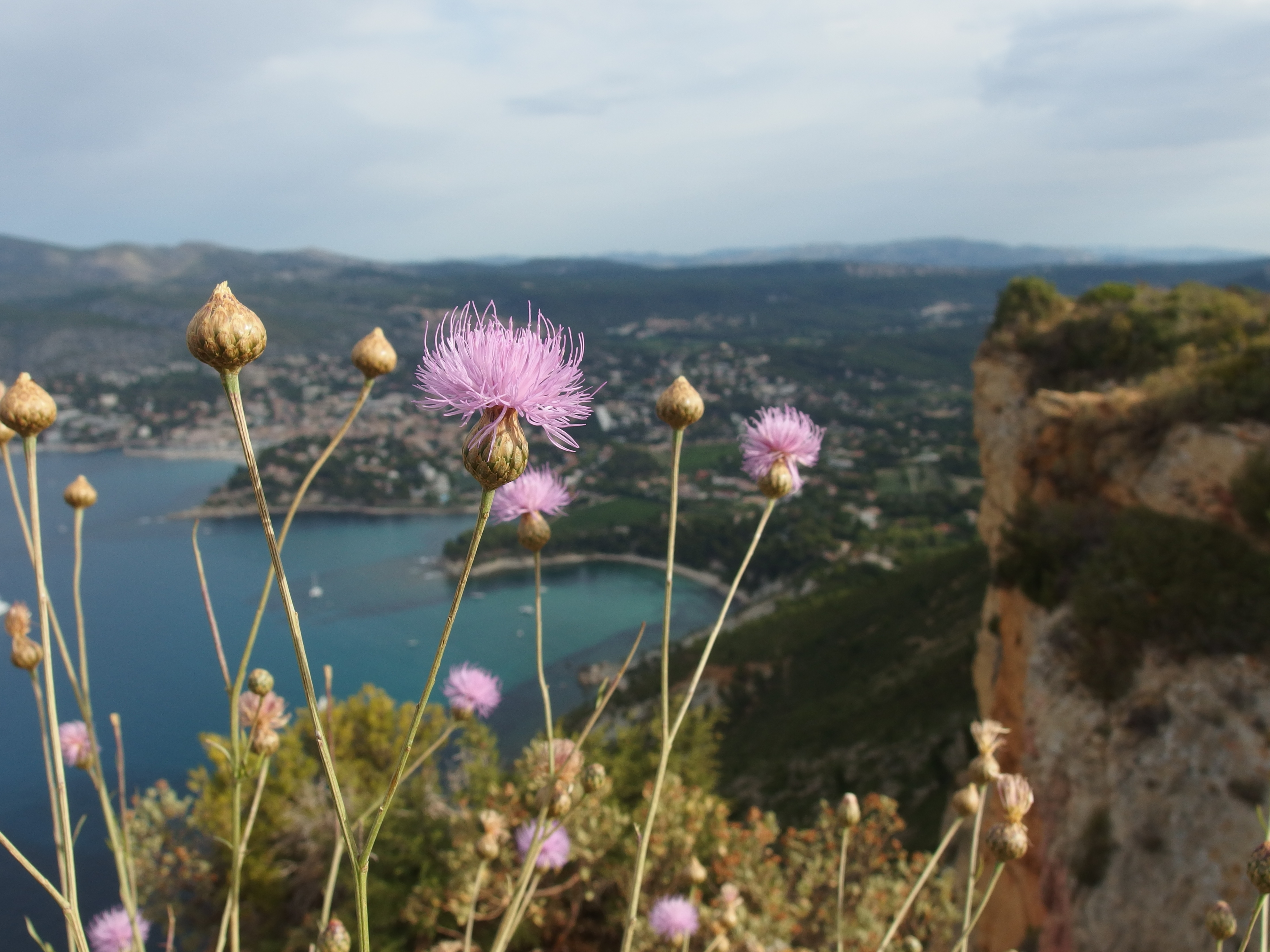

### Faune
Parmi les espèces d'oiseaux, l'aigle de Bonelli, le puffin cendré, et le puffin de Méditerranée fréquentent les lieux. 
On dénombre douze espèces de reptiles, quatre d'amphibiens, et parmi les mammifères, le rhinolophe a son refuge dans les cavités karstiques du massif.

## Milieu marin

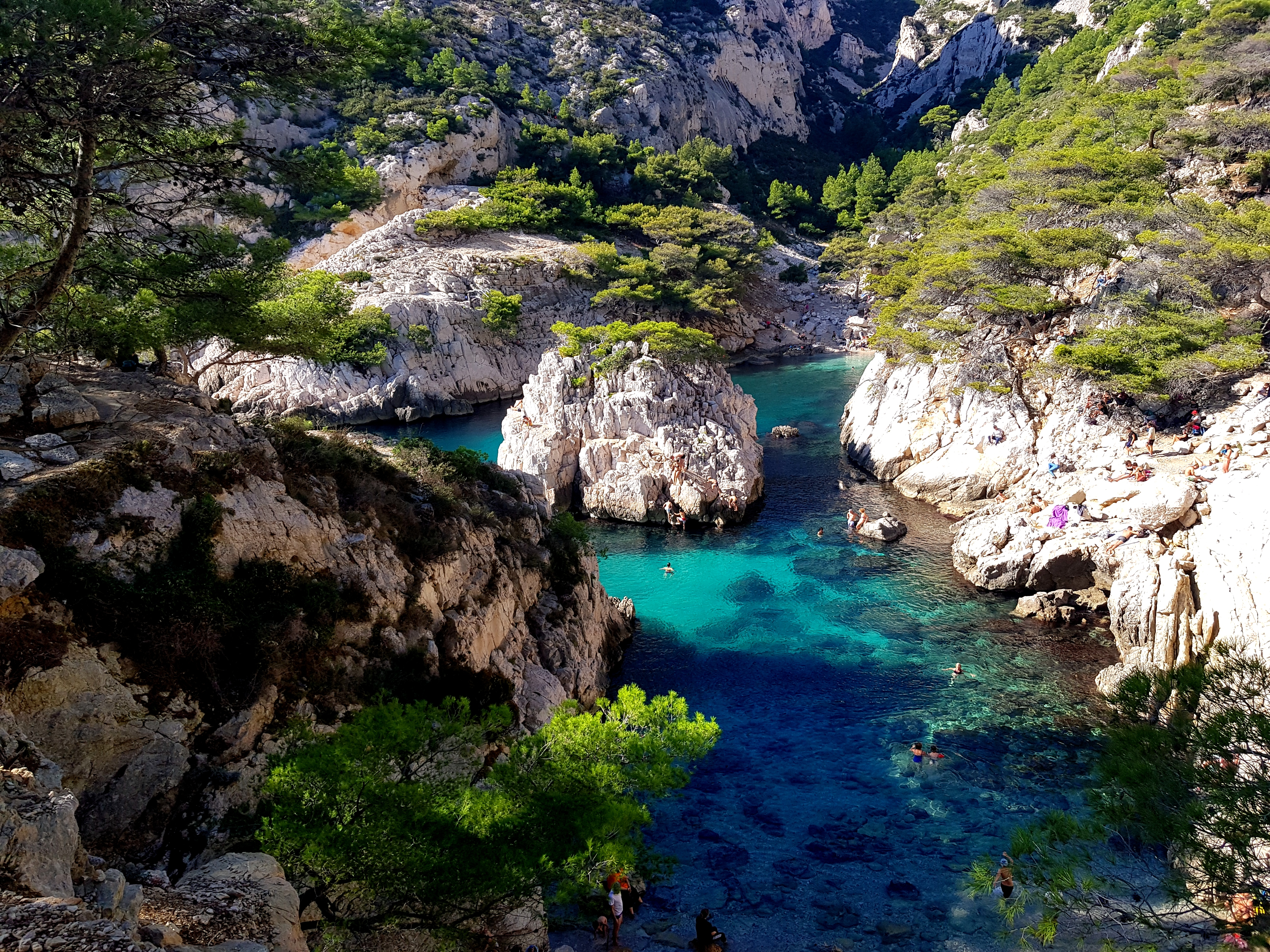
Bleu typique du parc national (mars 2019).

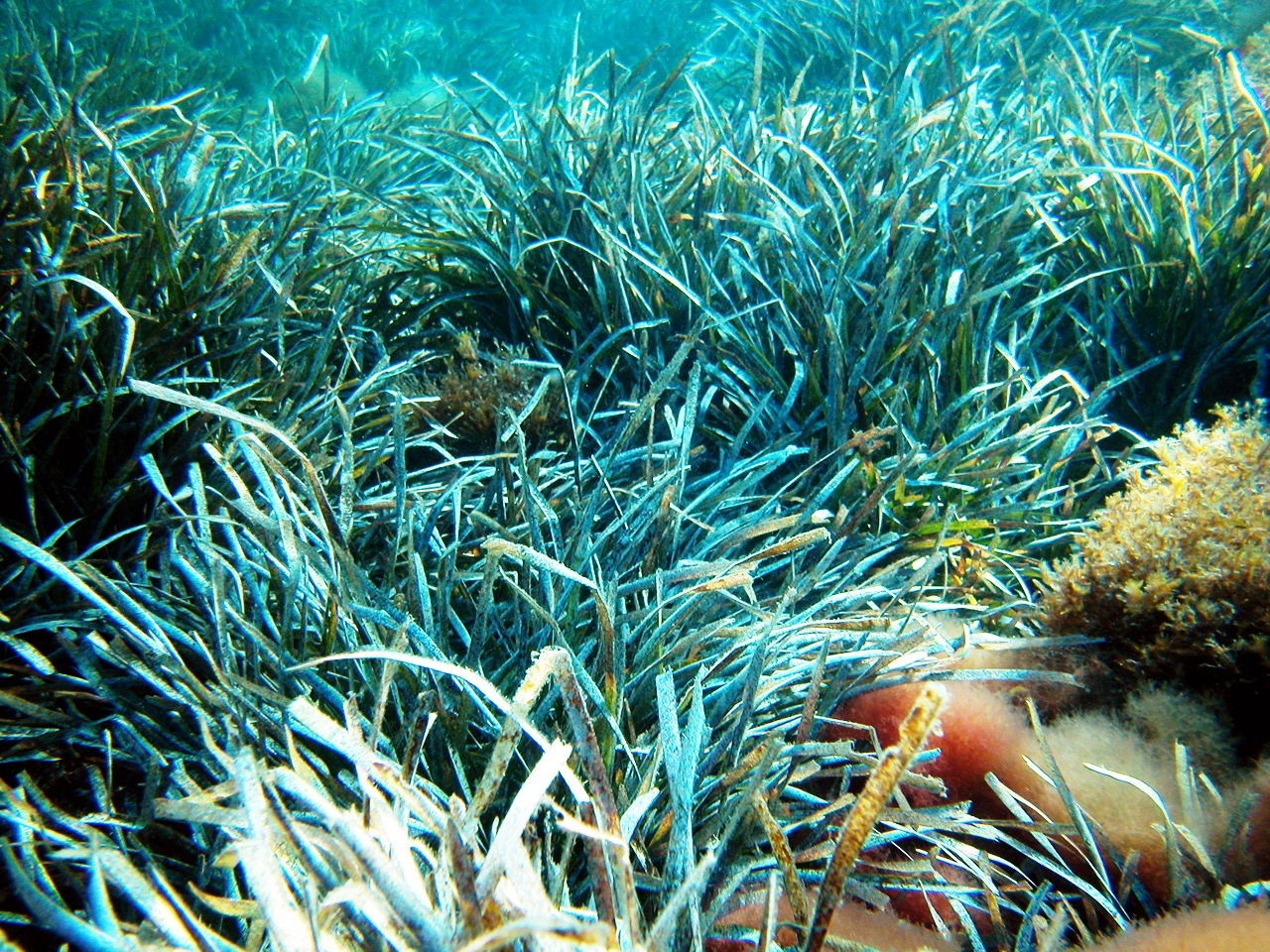
Herbier à posidonie.

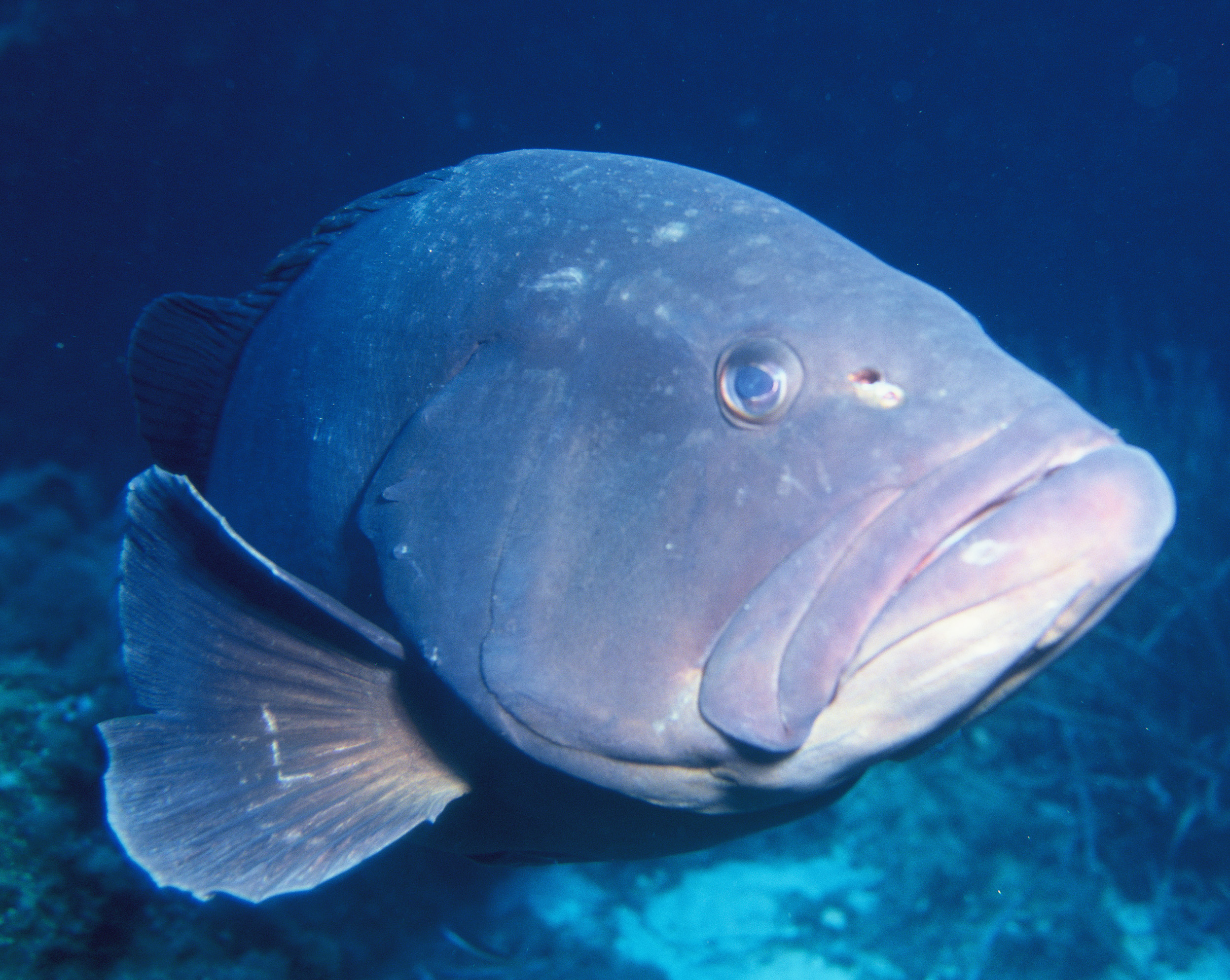
Le mérou brun, une espèce protégée.

Le relief sous-marin est constitué principalement par deux types d'écosystèmes : le coralligène sur les tombants et l'herbier à posidonie sur les replats d'érosion.
Près d'une soixantaine d'espèces végétales et animales bénéficient de l'attention des chercheurs ou d'un statut de protection : l'algue verte Caulerpa prolifera, l'algue rouge Lithophyllum lichenoïdes, posidonie, corail rouge, dentelle de Vénus, spondyle pied d'âne, datte de mer, grande nacre, triton (Charonia lampas). Parmi les crustacés comestibles, la petite cigale de mer et la grande cigale, la grande araignée de mer, la langouste rouge et le homard européen. L'oursin diadème et la figue de mer. La grande patelle semble avoir disparu, en raison de sa récolte excessive.
Certaines espèces de poisson sont menacées : le mérou brun, le corb, le denti, l'hippocampe moucheté. 
Parmi les espèces parfois rencontrées dans les eaux côtières : des tortues, des dauphins. Le dernier phoque moine des Calanques a été tué vers 1945.

## Activités

### Promenade et randonnée

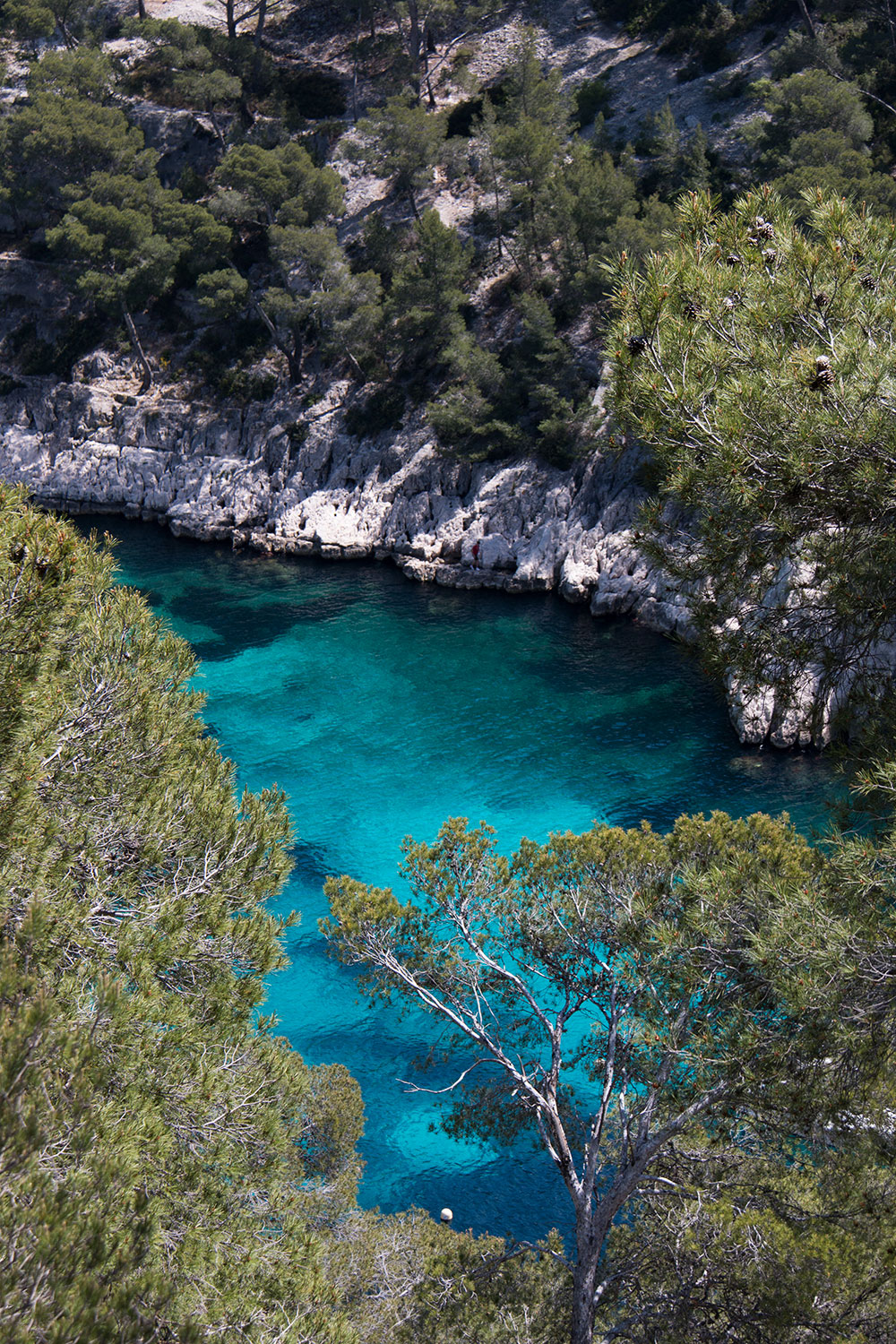
Vue partielle de la calanque de Morgiou.

Le massif attire toute l'année de nombreux visiteurs, randonneurs et grimpeurs grâce au vaste choix de sentiers suspendus entre la mer et les reliefs tortueux. Le GR 51-98 traverse le massif des Calanques d'ouest en est. Cet espace préservé à proximité de villes importantes cristallise les problèmes de surfréquentation en milieu naturel fragile. 
Les chemins sont escarpés, certains passages sont risqués pour un marcheur inexpérimenté, d'autres sont vertigineux et dangereux en cas de mistral (risque de déséquilibre sur les crêtes en raison du vent). Aucun point d'eau n'existe à l'intérieur du massif (à l'exception faite du puits du Cap-Gros dont la présence et la qualité de l'eau ne sont pas garanties) et l'ombre est rare.
Les calanques de Callellongue, Sormiou, Morgiou sont habitées et accessibles par la route. Il est possible à partir de Callellongue et de Luminy de rejoindre les transports publics, exploités par la Régie des transports métropolitains. Cassis est également un point de départ important pour visiter les calanques en partant de Port-Miou.
Du 1er juin au 30 septembre, en raison des risques d'incendie, l'accès aux massifs sensibles de l'ensemble du département des Bouches-du-Rhône est réglementé. Les informations sur les accès aux massifs, mises à jour quotidiennement, sont accessibles sur le site internet de la Préfecture des Bouches-du-Rhône : www.bouches-du-rhone.gouv.fr ou par tel : 0811 20 13 13 (0,06 €/min) ou sur l'application mobile officielle « Mes Calanques ».
La calanque des Pierres-Tombées, qui doit son nom à l'enchevêtrement d'énormes blocs de rocher sur la plage, se trouve dans le prolongement de celle-ci vers l'est ; son accès a été interdit en février 2006 par arrêté municipal à la suite d'un éboulement mortel. Son accès est à nouveau autorisé. Cependant, en raison de la surfréquentation de ce site, le parc a instauré pour la période estivale un quota de visiteurs pour cette calanque et celle de Sugiton avec un système de réservation effectuée sur internet à partir du 26 juin 2022 et renouvelable d'une année sur l'autre.
Plusieurs sociétés de guides de montagne/haute montagne proposent des activités allant de la simple randonnée à l'escalade pure en passant par l'exploration sécurisée des sentiers très exposés ( corniche Paretti, Castel Vieil...) et des via cordata.

### Escalade

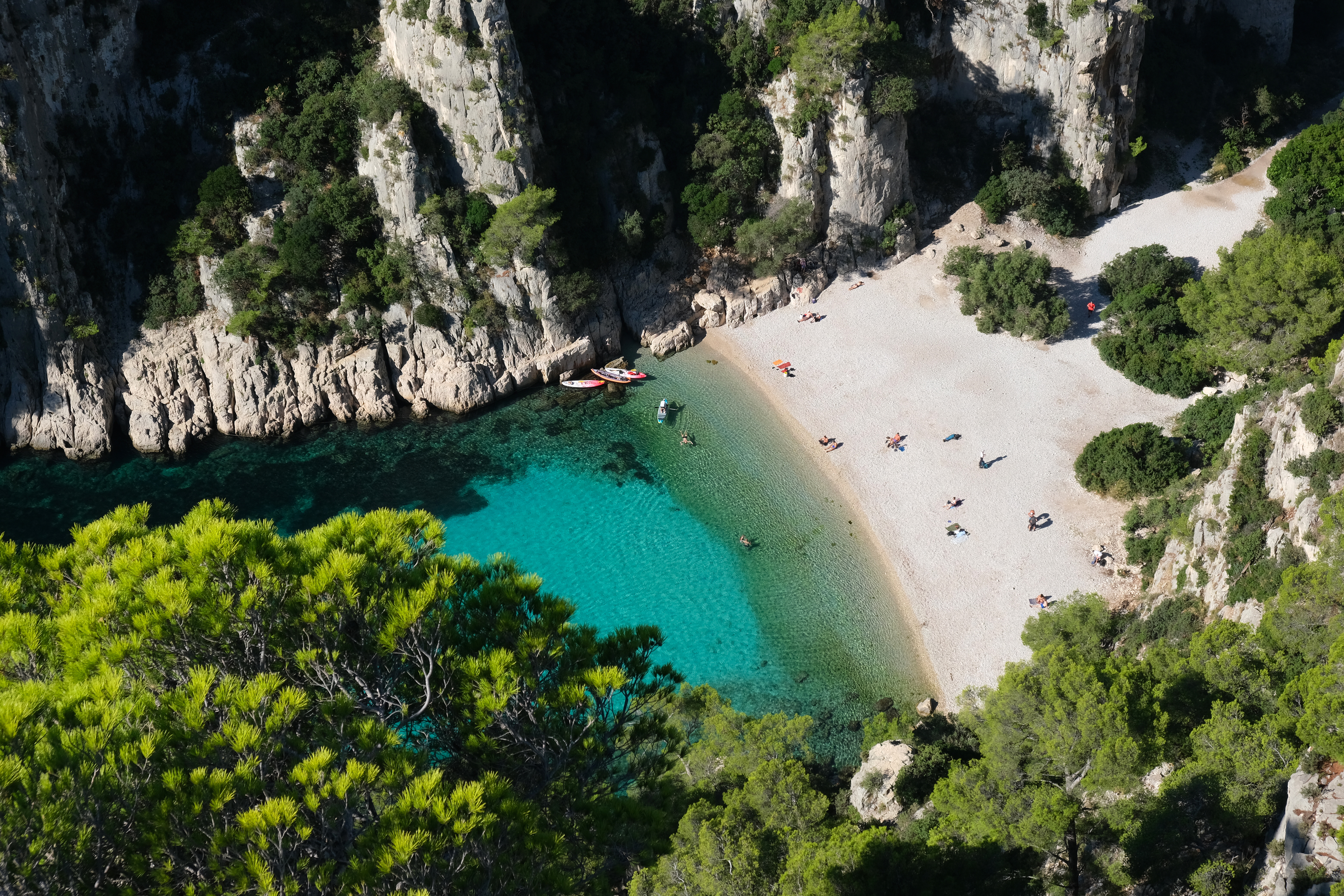
La calanque d'En-Vau et sa plage de galets.

Les falaises calcaires des Calanques sont un site d'escalade dès la fin du XIXe siècle, marqué par l'ascension en 1879 du sommet de la Grande Candelle par le consul britannique Francis W. Mark. Dès cette époque, elles deviennent un terrain d'entrainement à l'alpinisme pour les Excursionnistes marseillais et la section locale du Club alpin. À partir des années 1900, les lieux reculés sont explorés (Val Vierge, Devenson, Castelvieil) et les principaux sommets et aiguilles sont gravis : rocher des Goudes (1900), aiguille de Sugiton (1903), aiguille de Sormiou (1904). Dans les années 1920 de grandes voies sont ouvertes le long des grandes fissures et des arêtes, telles l’arête de Marseille (1927) ou l’arête de la Cordée (1928).

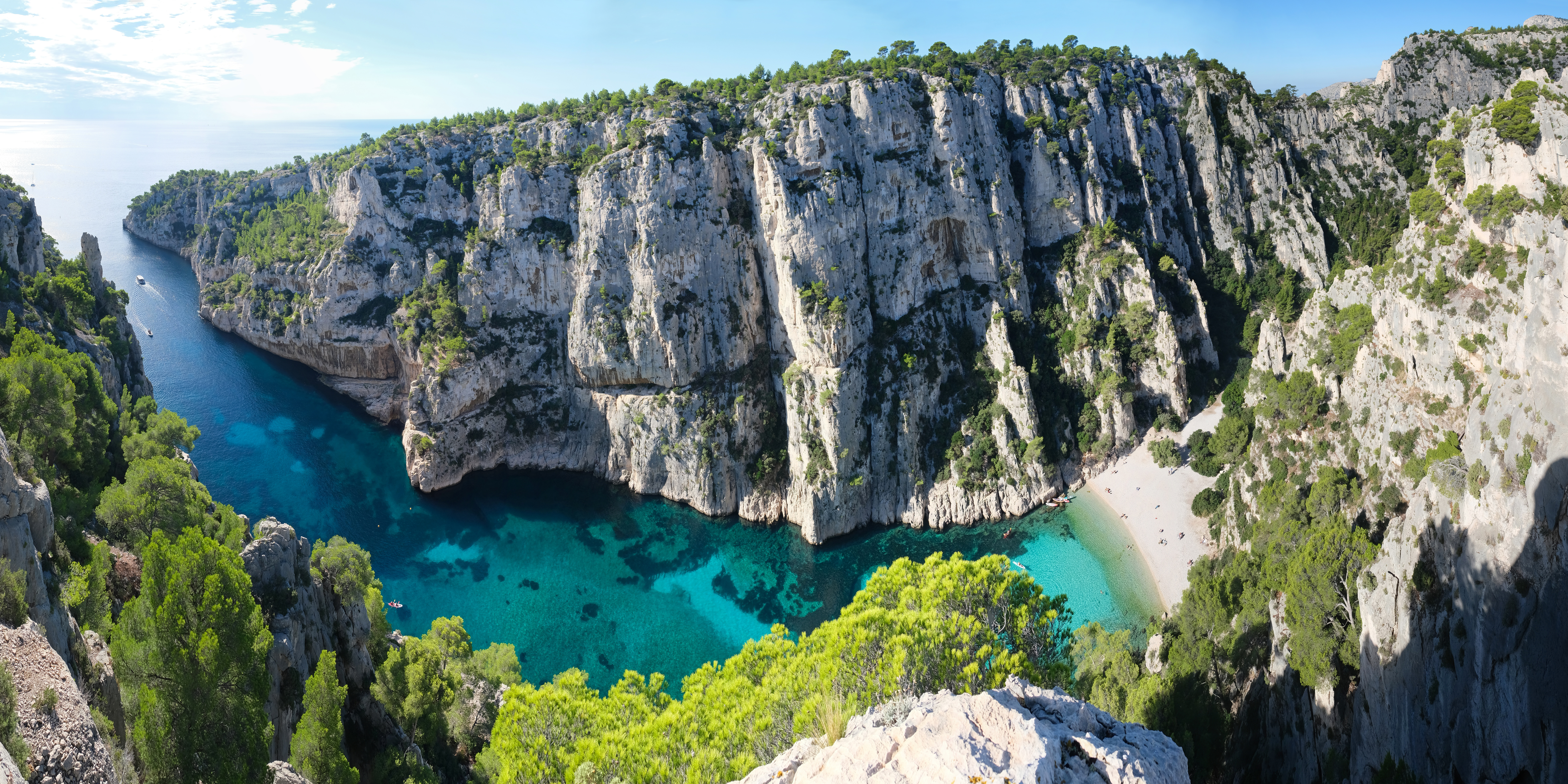
Calanque d'En-Vau dominée par le plateau de Castelvieil.

À partir des années 1930, des voies difficiles sont ouvertes et des alpinistes marseillais comme Édouard Frendo (1910-1968), Gaston Rébuffat (1921-1985), Georges Livanos (1923-2004) s'illustreront dans de célèbres ascensions alpines. Ultérieurement, des voies extrêmement techniques sont ouvertes en escalade artificielle sur des parois compactes ou déversantes, notamment à la grotte de l'Ermite, aux toits de Sugiton et à la paroi de  la Concave,.
À partir des années 1960, c'est l'essor de l'escalade libre avec l'influence de grimpeurs américains (Hemming, Robbins, Harlin) marquée à En-Vau par l'ouverture  del'éperon des Américains. À partir des années 1970-1980, de très nombreuses voies sont équipées pour l'escalade sportive et la réputation des Calanques  s'étend en France et en Europe. Des grimpeurs français s'illustrent dans des voies libres de plus en plus difficiles, comme Patrick Edlinger dans Nymphodalle (7c, 1979), jusqu'au neuvième degré avec François Legrand dans Robi in The Sky (9a, 2000). L'équipement de nouvelles voies se poursuit les décennies suivantes, financé par les clubs et collectivités locales. La création du parc national entraîne l'interdiction d'équiper de nouvelles voies  ainsi que des mesures visant à protéger la faune et la flore (sentiers d'accès, falaises de nidification),.
Avec environ 3 400 voies répertoriées (2 400 sportives et 1 000 d'aventure), des accès faciles et un climat favorable en toutes saisons, les Calanques sont aujourd'hui l'un des plus célèbres sites d'escalade en France et en Europe.

### Plongée sous-marine

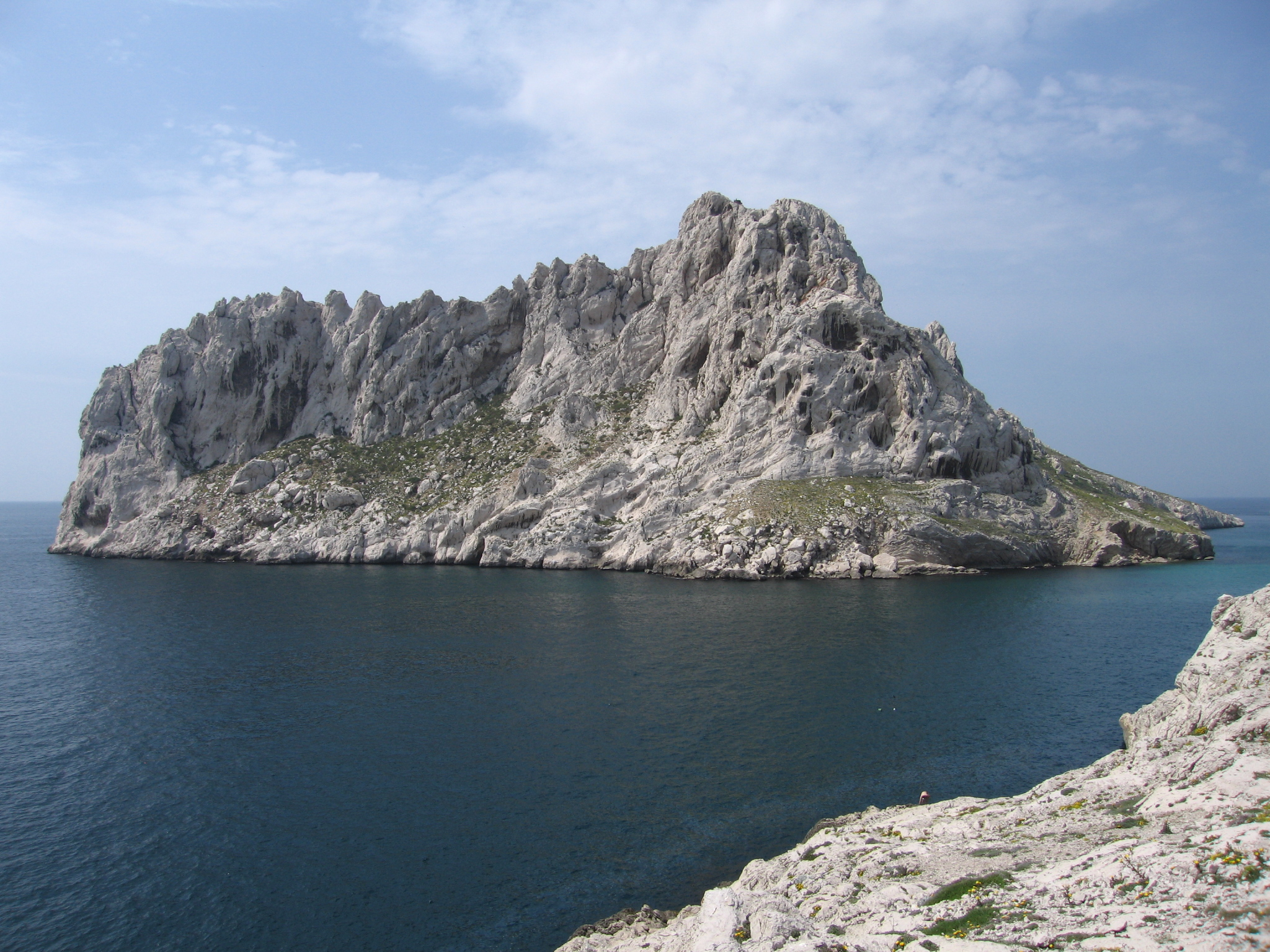
Île Maïre, site réputé pour la plongée sous-marine.

Le littoral des Calanques est un lieu réputé pour la plongée sous-marine. 
La grotte Cosquer est située au-dessus du niveau de la mer, sous la pointe de Morgiou, mais son entrée est à -37 m de fond, un long boyau remontant vers la grotte. À la suite d'un accident mortel de plongée, cette entrée est désormais interdite. Ses parois sont ornées de peintures et de gravures datant de 27 000 à 19 000 ans av. J.-C. et représentent des animaux terrestres (bisons, bouquetins, chevaux…) aussi bien que marins (phoques, pingouins, etc.) L'entrée aujourd'hui immergée était située à près de cent mètres au-dessus du niveau de la mer à l'époque où les dessins et empreintes furent exécutés, pendant la régression marine provoquée par la dernière glaciation.
Devant le massif des Calanques de Marseille, deux épaves romaines ont été fouillées lors d'une des premières grandes campagnes de la Calypso du Commandant Cousteau, au pied de l'îlot du Grand-Congloué. Récemment a été retrouvée au pied de l'île Jarre l'épave du navire qui apporta à Marseille la peste de 1720.
À un demi-mille à l'est de l'île de Riou, devant le massif, l'association Aéro-Relic et la société marseillaise Comex ont en 2003 remonté à la surface l'épave de l'avion militaire de type Lockheed P-38 Lightning du célèbre écrivain-aviateur Antoine de Saint-Exupéry, disparu le 31 juillet 1944 lors d'une mission de reconnaissance préparant le débarquement des Alliés (15 août) sur les côtes de Provence.
Les amateurs de plongée peuvent descendre visiter l'épave du paquebot Liban, échoué contre le tombant de l'île Maïre, à l'extrémité ouest du massif.

### Vélo/VTT
Depuis novembre 2021, la pratique du vélo et du VTT dans le parc est réglementée.

### Chasse
La chasse est une activité autorisée sur une partie définie du territoire du parc national.

## Nuisances et pollutions

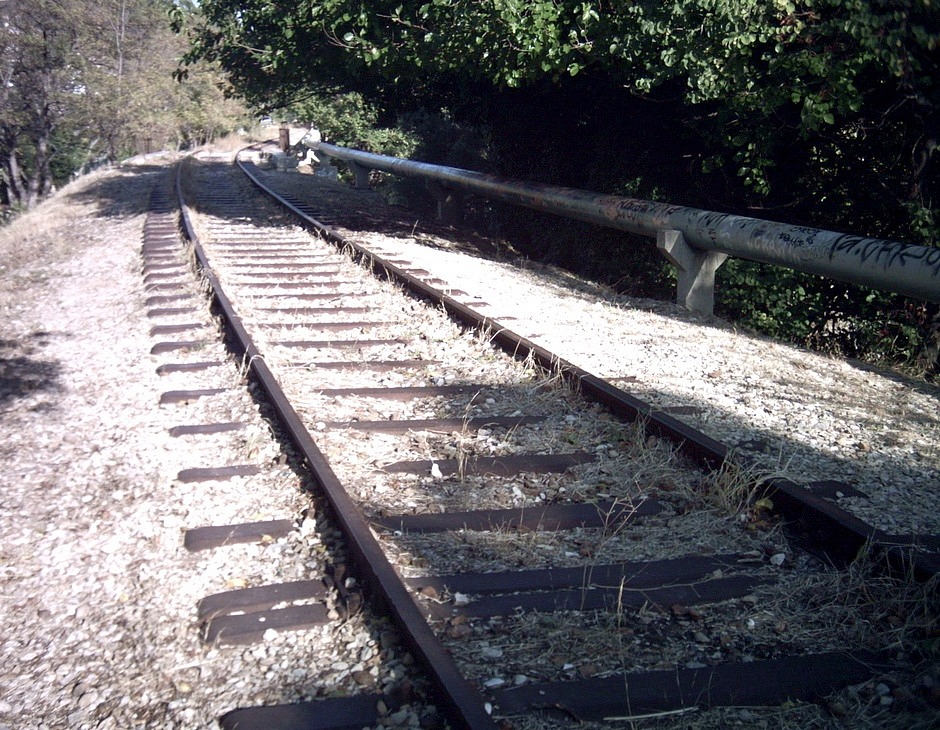
Conduite transportant les boues rouges de l'usine d'alumine de Gardanne à Cassis.

### En mer
Créée en 1893 et renommée Alteo Gardanne, l'ancienne usine Pechiney de Gardanne, qui appartient depuis 2012 au fonds d'investissement H.I.G Capital, stocke actuellement ses déchets dans une décharge. Les déchets sont préalablement séchés et traités pour les débarrasser d'environ 96 % de leur soude. Ce choix a comme conséquence le rejet depuis 1966 de 80 % des boues rouges produites (la phase la plus liquide) en mer, via un pipe-line majoritairement en surface puis sous-marin de 55 km de long qui débouche à 7 km et par 320 mètres de fond, au large de Cassis dans la Fosse de Cassidaigne, au cœur du Parc national des Calanques. Depuis 50 ans, plus de 20 millions de tonnes de boues rouges ont été ainsi déversées dans les fonds marins de la Fosse de Cassidaigne.
Depuis 2007, l'usine s'est dotée de trois filtres-presses pour retirer la plus grande partie des rejets solides du rejet, mais la phase liquide contient encore des métaux et substances indésirables pour les écosystèmes marins, « pour lesquels l'industriel n'a pas encore trouvé de solution technico-économique acceptable ». Les 250 000 tonnes de boues rejetées en mer en 2010 devraient être réduites à 190 000 tonnes en 2011. Mais l'usine doit trouver une autre solution, le rejet de boue en mer devenant interdit par la loi en 2016.
L'industriel a finalement fait une demande de prolongation pour 30 ans de son autorisation de rejet en mer d'effluents liquides arrivant à échéance à la fin de 2015. En août 2014, l'autorité environnementale a rendu son avis. En septembre 2014 le Parc national des Calanques a rendu un avis favorable sous certaines conditions. La ministre de l’Écologie, Ségolène Royal, a annoncé qu'elle ne donnerait « pas de feu vert » sans « contrôles complémentaires ».
Le projet d'arrêté préfectoral autorisant une dérogation a été soumis le 22 décembre 2015 au conseil supérieur de prévention des risques technologiques (CSPRT) qui a rendu un avis favorable. Ségolène Royal déclare le 29 décembre 2015 : « Je n’ai pas du tout changé d’avis, je pense que c’est une mauvaise décision qui est essentiellement suscitée par le chantage à l’emploi ». Néanmoins, l'arrêté prolongeant l’autorisation de rejet pour 6 ans est pris fin 2015.
Les problèmes de rejets en mer continuent, avec des taux de concentration trop élevés sur un ou plusieurs des paramètres visés par les arrêtés, parmi lesquels des métaux lourds comme le mercure, le zinc, le lithium, le cuivre ou encore l'arsenic, et ayant pour conséquence une mise en examen en janvier 2024.
Depuis 2007, l'usine a repris peu à peu l'acheminement de ses boues rouges vers un crassier à l'extrémité ouest du massif du Montaiguet, à proximité de Bouc Bel Air, dans le vallon de Mange-Garri avec les mêmes problèmes que ceux soulevés ci dessous.

### Sur terre
Une autre usine Péchiney, installée depuis 1908 au lieu-dit La Barasse, achemine par téléphérique ses boues rouges vers un crassier dans le massif de Saint-Cyr depuis 1948. « Un barrage bloque la sortie du vallon. Il est rehaussé au fur et à mesure des arrivées des déchets. En 1966, il atteignait 60 m et la plate-forme de boues rouges couvrait 7 ha. En 1989, une tentative de végétalisation et de limitation des envols de poussières a été réalisée à l’aide de pins d’Alep et d’érables de Montpellier. Les déchets faiblement radioactifs sont aujourd’hui sous la responsabilité du groupe minier anglo-saxon Rio Tinto ».

## Gestion et administration du parc

### Un projet longtemps attendu
Situé au sein de la Provence méridionale calcaire, le parc national comprend des massifs littoraux découpés de calanques, langues de mer pouvant aller jusqu’à plusieurs centaines de mètres de longueur, des collines infralittorales, ainsi qu’un vaste espace marin incluant des canyons sous-marins reliant le plateau continental aux zones de grands fonds. La dernière version du projet ne comprend plus la rade sud de Marseille ni l'archipel du Frioul ainsi que la calanque de Port Miou, cette décision ayant été prise afin de satisfaire les professionnels du nautisme et les plaisanciers, alors que les représentants des pêcheurs, des cabanoniers, des chasseurs, des plongeurs, des plaisanciers, des grimpeurs craignent de perdre leur liberté. Situés dans une des zones karstiques les plus arides et ventées de métropole, les paysages spectaculaires formés par les falaises monumentales tombant dans la Méditerranée se décomposent en une mosaïque d’habitats abritant de nombreuses espèces patrimoniales, littorales et continentales. 
Le parc national sur ce territoire est le fruit d’actions de protection centenaires et d’une forte volonté locale et nationale de pérenniser sa préservation.
Le principal défi sera de garantir l’équilibre, sur ce territoire habité depuis la Préhistoire, entre les fragiles patrimoines paysagers, culturels et naturels, et les usages liés à la proximité de l’agglomération marseillaise, troisième plus grande ville de France. 
Son importante partie marine permettra d’assurer au mieux la gestion intégrée d’un littoral au patrimoine très riche et aux multiples usages.
Si la volonté de créer un parc national n'est pas récente, sa nécessité se fait depuis quelques années sentir de manière plus pressante. L'impressionnante biodiversité qui habite ces territoires est en effet aujourd'hui plus que jamais en danger, de même que les vestiges historiques qui s'y trouvent. Parmi les menaces qui contribuent à la détérioration de cet important patrimoine, on compte en premier lieu la surfréquentation terrestre et marine. Les nombreux randonneurs, pêcheurs, plaisanciers et vacanciers qui sillonnent les Calanques y laissent des traces de leur passage, qui peuvent se révéler irréversibles (diminution de la diversité florale, régression dans les fonds marins de l'herbier de posidonies…). L'urbanisation des territoires alentour et l'activité humaine accrue ont eu des conséquences à d'autres égards, notamment en termes de pollution marine, mais également dans l'accroissement du nombre d'incendies. La création du parc national des Calanques vise à endiguer ces problèmes afin de préserver au mieux le site et son patrimoine.

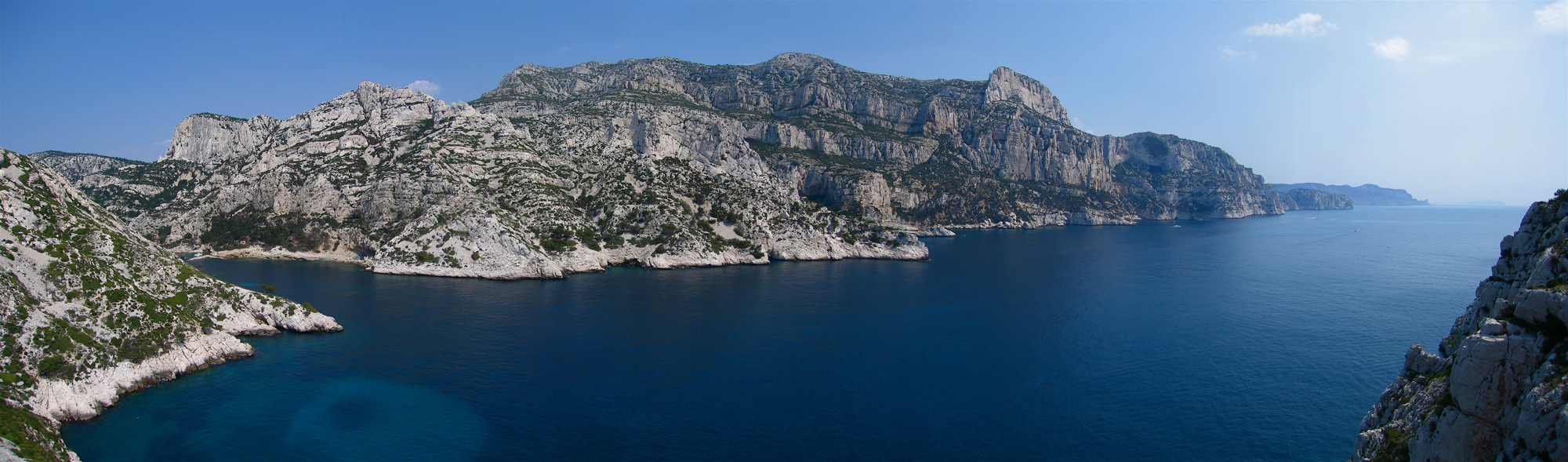
Panorama des calanques de Morgiou et Sugiton. À l'horizon, le cap Canaille et à son extrémité, le Bec de l'Aigle.

### Missions
Le parc national a la responsabilité de mettre en place un programme d'aménagement reposant sur des mesures juridiques, techniques et pédagogiques permettant d'assurer la préservation de l'habitat et de la biodiversité. 
- prévention et protection contre les incendies, le site des Calanques restant très sensible au feu et ayant subi de nombreux incendies ces trente dernières années ;
- protection de la faune (notamment l'aigle de Bonelli, l'oursin diadème, le mérou ou le molosse de Cestoni) et de la flore (notamment les herbiers de posidonie ou les genêts de Lobel) s'appuyant sur des partenariats avec les professionnels de la pêche et les associations d'usagers ;
- amélioration de l’accueil des visiteurs tout en prévenant les dégradations, par un balisage et l’aménagement de l’espace ;
- mise en œuvre d'actions pédagogiques à destination des différents publics visant à améliorer la qualité des eaux marines et des espaces terrestres, à encourager les « éco-gestes », par exemple en matière d’ancrage et de rejets divers.

### Histoire de la création du parc
La prise de conscience de la fragilité du site par les habitants remonterait au tout début du XXe siècle avec des manifestations cherchant à empêcher une puissante compagnie de défigurer la calanque de Port-Miou en rasant une partie de sa rive nord. L'année 1923 voit la création d'un Comité de défense des Calanques en vue d'empêcher cette compagnie de dégrader la calanque d'En-Vau en y extrayant du calcaire pour les besoins de l'industrie chimique. En 1975-1976, l'État classe la zone terrestre (5 585 ha) et maritime (2 209 ha) des Calanques sous l'impulsion des associations, tandis que le site est considéré éligible pour le programme Natura 2000 sur 7 812 ha en 1996. En 1992 des habitants qui s'opposent à une tentative d'urbaniser les Calanques réclament la création d'un parc national afin de protéger ce massif.
Le groupement d'intérêt public des Calanques est créé en 1999, avec pour missions d'animer et coordonner les actions de protection en vue de préserver le site classé des Calanques, et de préparer la création du parc national.
Ce sont, au total, 250 réunions d'information et 700 heures de discussion qui sont organisées par le GIP pour faire comprendre aux usagers des calanques l'intérêt de son classement comme parc national. En effet, les inquiétudes sont alors vives. Pêcheurs, chasseurs, propriétaires de cabanons, plaisanciers, randonneurs, tous ont des attentes spécifiques concernant les Calanques et craignent d’être entravés par le nouveau statut juridique du site. La protection de cette partie du littoral est donc le fruit d'un patient travail de dialogue et de compromis.

### Étapes du projet de parc national des Calanques
| 20 juin 2010                   | Présentation de la « version 1 » |
| 11 février 2011                | Validation de la « version 2 » puis Conseil National de la Protection de la Nature (CNPN) et Comité Interministériel des Parcs Nationaux (CIPN)                                  |
| 27 juin 2011                   | Validation de la « version 3 », avec quelques modifications (« version 3.1 ») |
| Mi-août à mi-octobre 2011      | Consultation institutionnelle des « personnes morales associées » sur la « version 3.1 »                                                                                         |
| 17 octobre au 17 novembre 2011 | Lancement de l'enquête publique |
| Décembre 2011                  | Rédaction du rapport et des conclusions de la commission d’enquête |
| Janvier 2012                   | Discussions locales sur l’intégration des observations de la consultation institutionnelle et de la commission d’enquête pour propositions de modifications à la version 3.1     |
| Février-mars 2012              | Assemblée générale du GIP pour approbation de la « version 4 » et Passage en CNPN et CIPN pour avis définitifs, et examen du projet de décret et de charte par le Conseil d’État |
| 18 avril 2012                  | Signature par le Premier ministre, François Fillon, du décret no 2012-507 créant le Parc national                                                                                |
| 4 décembre 2012                | Arrêté portant sur la nomination des membres du conseil d'administration du Parc national des Calanques, NOR:DEVL1234459A                                                        |

### Budget
En 2015, le budget global de l'établissement public s'élevait à 4 979 385 euros, dont les recettes se répartissent comme suit :
- subvention pour charge de service public octroyée par le Ministère de l’écologie : 4 411 732 euros, soit une hausse de 16,5 % par rapport à 2015 ;
- produit de la taxe sur les transports de passagers maritimes à destination des espaces naturels protégés (taxe Barnier) : 375 000 euros ;
- contribution de la Ville de Marseille, au titre de la gestion des espaces terrestres de l’archipel du Frioul : 120 000 euros ;
- financement de la Communauté urbaine MPM au titre des premières actions retenues au contrat de baie : 12 653 euros ;
- contribution d’investissement du Département des Bouches-du-Rhône, dans le cadre des travaux de mise en sécurité et réhabilitation du Sémaphore de Callelongue, estimée à 60 000 euros.

Au cours de l'été 2020, la ville voisine, Marseille, a largement bénéficié d'un tourisme franco-français en raison de l'épidémie de Covid-19 ; et le Parc national des calanques s'est lancé dans une cure de « démarketing », consistant à encourager les visiteurs à « aller voir d'autres espaces naturels proches ».

## Les Calanques dans les arts et la culture

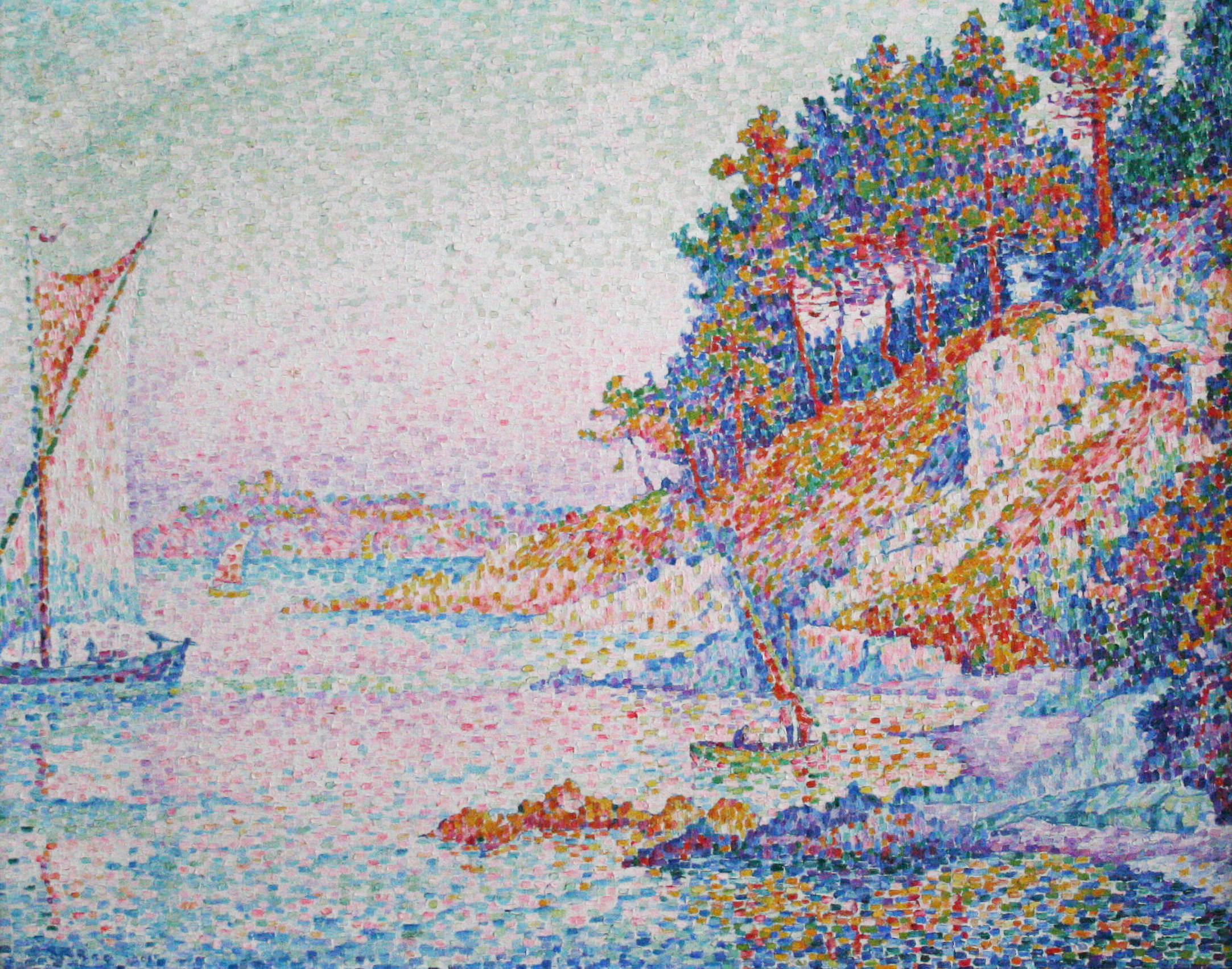
La Calanque, 1906, Paul Signac.

- Les paysages des calanques, des îles ou des petits ports (Cassis) ont été reproduits par de nombreux peintres depuis le XIXe siècle, à l'instar de Georges Braque, André Derain, ou Raoul Dufy. Ils ont aussi été source d'inspiration pour des poètes et écrivains, comme Frédéric Mistral (Calendal) ou Jean-Claude Izzo.
- Les Calanques ont servi de décor pour des films, tels que Le Salaire de la peur (1953) de Clouzot, L'Armée des ombres (1969) de Melville ou Borsalino (1970) de Deray.
- Plusieurs scènes de la série policière télévisée Alex Hugo ont été tournées dans le Parc national des Calanques.

## Pour en savoir plus